# Видіння троянди (балет)
«Видіння троянди» або «Привид троянди» (фр. Le Spectre de la rose) — балет на одну дію у постановці  Михайла Фокіна за однойменним віршем французького поета-романтика Теофіля Готьє (лібрето написав поет Жан-Луї Водуає). В основу сюжету покладені два перші рядки вірша: «Я — дух троянди, яку ти носила вчора на балу…». Музичною основою стала сюїта Карла Марії фон Вебера «Запрошення до танцю» (1819) в інструментуванні Гектора Берліоза (1841). 
- Вперше балет був поставлений Російським балетом Сергія Дягілєва. Декорації та костюми для балету створені Леоном Бакстом[2].
- Прем'єра відбулася 19 квітня 1911 року в Монте-Карло в оперному залі «Зал Гарньє». Виконавці: Вацлав Ніжинський (Привид Рози) та Тамара Карсавіна (Дівчина).
- Афішу до прем'єри балету створив Жан Кокто.

## Сюжет

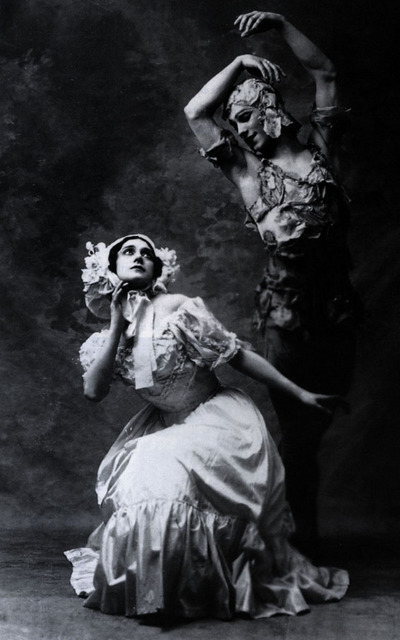
Сцена з балету «Видіння троянди» (1911) В. Ніжинський та Т. Карсавінв

Історія про дебютантку, яка заснула після свого першого в житті балу. Їй наснилося, що у вікні з'являється привид Троянди, який проходить напівпорожню кімнату і запрошує її танцювати. Їхній танець обривається з першими променями сонця. Привид Троянди починає зникати, а дівчина прокидається.
Постановник балету Михайло Фокін писав:
«Це дух квітки, який прилетів нагадати своїм ароматом про коханого, про танець з ним на балу, про обмін словами, можливо про поцілунок. Spectre жодним рухом не схожий на звичайного танцівника, який виконує для задоволення публіки свої варіації. Це — дух. Це — мрія. Це аромат троянди, пестощі її ніжних пелюстків…».

## Постановки в Україні
- У 1984 році «Видіння троянди» було поставлено у Київському театрі опери та балету народним артистом СРСР Валерієм Ковтуном (у редакції Маріса Лієпи 1967 року). У виставі танцювали зірки українського балету Микола Прядченко, Валерій Ковтун, Сергій Лукін, Тетяна Таякіна, Раїса Хилько, Тетяна Литвинова, Любов Данченко[3].
- У Національній опері Україні постановку балету здійснено у хореографії Михайла Фокіна, сценографія першої постановки відтворена за ескізами Леона Бакста. Диригент-постановник — Микола Дядюра, балетмейстер-постановник — Михайло Мессерер[4].
- 25 листопада 2016 року прем'єра балету у Львівському національному академічному театрі опери та балету ім. Соломії Крушельницької (у хореографії М. Фокіна). Дригент-постановник — Юрій Бервецький, сценограф — Тадей Риндзак, балетмейстер-постановник — Ігор Храмов, костюми виготовлені під керівництвом Жанни Малецької[5].

## Цікаво
- За сюжетом поеми Теофіля Готьє і драматургією балету, «Le Spectre de la rose» — це і привид троянди (кавалер з балу в образі троянди), і видіння (сновидіння) дівчини під враженням від першого в житті балу.

- Балетмейстер Олексій Буська і композитор Олександр Родін у 2014 році створили балет «Видіння Рози» про невиліковно хвору дівчину на ім’я Роза, мати якої щодня ставить стару платівку, адже лише музика заспокоює доньку і допомагає дівчині боротися з недугою. На створення вистави балетмейстера надихнув легендарний балет «Привид Троянди», який він побачив, перебуваючи на Міжнародному конкурсі хореографічного мистецтва імені С. Дягілєва у Польщі. Прем'єра балету «Видіння Рози» відбулася 18 червня 2014 року у Київському муніципальному академічному театрі опери і балету для дітей та юнацтва[6].

1. ↑  Л. Михеева. Балет Фокина «Призрак розы» («Видение розы»). Архів оригіналу за 25 січня 2022. Процитовано 24 березня 2021.
2. ↑  Призрак розы.
3. 1 2  Вікторія Апанасенко. Балет «Видіння троянди». Архів оригіналу за 5 березня 2022. Процитовано 31 березня 2021.
4. ↑  Видіння троянди. Архів оригіналу за 5 березня 2022. Процитовано 31 березня 2021.
5. ↑  Тетяна Козирєва. Симфонія танцю. Архів оригіналу за 25 травня 2022. Процитовано 31 березня 2021.
6. ↑  Прем'єра «Видіння рози» та «Жінки у ре мінорі» у Київському муніципальному академічному театрі опери і балету для дітей та юнацтва.{{cite web}}:  Обслуговування CS1: Сторінки з параметром url-status, але без параметра archive-url (посилання)